# Сырой Щугор

Сырой Щугор — река в России, протекает в Пермском крае.

## Описание
Протекает через Красновишерский район Пермского края. Течёт преимущественно в юго-восточном направлении. Устье реки находится в 8,1 км по правому берегу реки Малый Щугор. Приток — Долгая (правый). Длина реки составляет 11 км.

## Данные водного реестра
По данным государственного водного реестра России относится к Камскому бассейновому округу, водохозяйственный участок реки — Кама от водомерного поста у села Бондюг до города Березники, речной подбассейн реки — бассейны притоков Камы до впадения Белой. Речной бассейн реки — Кама.
По данным геоинформационной системы водохозяйственного районирования территории РФ, подготовленной Федеральным агентством водных ресурсов:
- Код водного объекта в государственном водном реестре — 10010100212111100004778
- Код по гидрологической изученности (ГИ) — 111100477
- Код бассейна — 10.01.01.002
- Номер тома по ГИ — 11
- Выпуск по ГИ — 1